# Tupoljev Tu-160
Tupoljev Tu-160 (rusko Туполев Ту-160, NATO oznaka: Blackjack) nadzvočni štirimotorni strateški bombnik, ki so ga zasnovali v biroju Tupoljev v takratni Sovjetski zvezi. Ima štiri turboventilatorske motorje in gibljiva krila (lahko spreminja naklon kril). Je eno izmed največjih in najtežjih vojaških letal.
V uporabi je vstopil leta 1987 in je zadnji strateški bombnik v Sovjetski zvezi. Trenutno je v uporabo 17 letal, edini uporabnik je Vojno letalstvo Rusije. Trenutno poteka modernizacija desetih letal na različico TU-160M. Proizvodnja je bila majhna (samo 36 letal), zaradi razpada Sovjetske zveze.
Čeprav je večji od ameriškega Rockwell B-1 Lancer in leti hitreje, je radarsko manj zaznaven (manjši radarski presek). Tu-160 uporablja Fly-by-wire krmilni sistem.
V Sovjetski zvezi so planirali zgraditi nadzvočni bombnik že v 1960-ih letih. Leta 1972 so objavili razpis za večnamenski težki bombnik, s spremenljivim naklonom krila ("swing-wing") in hitrostjo Mach 2,3. Nov bombnik je odgovor na ameriški B-1. Tupoljev je dal oznako novemu letalu Aircraft 160M. Nekaj delov so uporabili od nadzvočnega potniškega Tu-144. Njegovi tekmeci so bili Mjasiščev M-18 in Suhoj T-4.

## Tehnične specifikacije
- Posadka: 4 (pilot, kopilot, bombardir, operater obrambni sistemvov)
- Dolžina: 54,10 m (177 ft 6 in)
- Razpon kril: (20° naklon): 55,70 m (189 ft 9 in), (65° naklon): 35,60 m (116 ft 9¾ in)
- Višina: 13,10 m (43 ft 0 in)
- Površina kril: največja: 400 m² (4 306 ft²), nagnjena: 360 m² (3 875 ft²)
- Prazna teža: 110 000 kg (242 505 lb)
- Naložena teža: 267 600 kg (589 950 lb)
- Maks. vzletna teža: 275 000 kg (606 260 lb)
- Motorji: 4 × Samara NK-321 turboventilatorski motor
- Potisk motorjev: 137,3 kN (30 865 lbf) vsak brez dodatnega zgorevanja; 245 kN (55 115 lbf) vsak z dodatnim zgorevanjem

- Maks. hitrost: Mach 2,05 (2 220 km/h, 1 200 vozlov, 1 380 mi/h) na 12 200 m (40 000 čevljev)
- Potovalna hitrost: Mach 0,9 (960 km/h, 518 vozlov, 596 mph)
- Dolet:  12 300 km (7 643 milj) , Mach 0,77 in 6 × H-55SM raket
- Bojni radij: 7 300 km (3 994 navtičnih milj, 4 536 milj); 2 000 km (1 080 nmi, 1 240 mi) z Mach 1,5
- Največja višina leta: 15 006 m (49 235 čevljev)
- Hitrost vzpenjanja: 70 m/s (13 860 čevljev/min)
- Razmerje vzgon/upor: 18,5–19,
- Razmerje potisk/masa: 0,37
- Bojni tovor: 40 000 kg